# Chajęty
Chajęty – wieś w Polsce położona w województwie mazowieckim, w powiecie wołomińskim, w gminie Dąbrówka. Ma status sołectwa.
| SIMC    | Nazwa   | Rodzaj    |
| ------- | ------- | --------- |
| 0508879 | Jaktory | część wsi |

W latach 1975–1998 miejscowość administracyjnie należała do województwa ostrołęckiego.
Miejscowość położona jest w pobliżu drogi nr 18 Warszawa - Białystok. Otoczona obszarami wsi: Guzowatka, Działy Czarnowskie, Stanisławów i Małopole. Wieś Chajęty leży wśród lasów. Przeważają tu gleby III i IV klasy. We wsi znajduje się dworek, który powstał u schyłku XVIII wieku dla rodziny Czarnkowskich. W 1912 roku kolejni właściciele, rodzina Jeleniewskich, dobudowali piętro i wysoki portyk zwieńczony tympanonem z alegorią świtu, dnia i nocy oraz nadali mu klasyczny charakter. Autorem płaskorzeźby był Bolesław Jeziorański. Po wojnie pałac został odebrany właścicielom i służył rozmaitym celom, kolejni użytkownicy dokonywali dalszej dewastacji. Wysiłek późniejszych prywatnych właścicieli przywrócił blask dworowi. W leciwym parku przypałacowym rosną jesiony, czarne topole, lipy i sosny.
Wierni Kościoła rzymskokatolickiego należą do parafii Podwyższenia Krzyża Świętego w Dąbrówce.

## OSP Chajęty
Ochotnicza Straż Pożarna została założona w 1929 roku i nadal działa. Do niedawna istniał we wsi Młodzieżowy Dom Kultury, który został wybudowany i prowadzony przez strażaków. 2 sierpnia 2009 odbyły się uroczyste obchody 80-lecia straży pożarnej w Chajętach.

## Chajęczanki
Chajęczanki - pod tą nazwą od 1964 roku funkcjonuje w Chajętach Koło Gospodyń Wiejskich, którego założycielką i przewodniczącą była Kornelia Marcinkiewicz (zm. 2019).